# Evan Ratliff
Evan Ratliff est un journaliste et auteur américain. Il est le PDG et le cofondateur d'Atavist, une société de médias et de logiciels.  Ratliff est un contributeur de Wired Magazine et The New Yorker. 

## Carrière
Ratliff est l'un des coauteurs de Safe: the Race to Protect Ourselves in a Newly Dangerous World .  Son article « The Zombie Hunters: On the Trail of Cyberextortionists », écrit pour The New Yorker en 2005 été présenté dans The Best of Technology Writing 2006.  

### Une expérience de «disparition»
En août 2009, Ratliff et le magazine Wired ont mené une expérience au cours de laquelle Ratliff a organisé sa « disparition ». Wired a offert une récompense de 5 000 $ à toute personne qui pourrait le trouver avant un mois. Pendant l'expérience, Ratliff est resté « connecté », communiquant avec ses followers sur Twitter. Le groupe de développement Google Wave a proposé d'utiliser l'exercice comme test pour la nouvelle technologie repoussant les frontières de l'activité Web en temps réel. NewsCloud a mis en place sa technologie de communauté d'applications Facebook pour rendre compte de l'histoire et améliorer la communauté qui suivait le hash tag #vanish.  Ratliff a utilisé un blogue spécialement créé pour narguer ses « chasseurs » et des groupes Facebook ont émergé pour le trouver  tandis que d'autres groupes se sont formés pour l'aider à rester en liberté.
L'article long est sorti sous forme de volume aux Éditions Marchialy en mars 2020 sous le titre Disparaître dans la nature.